# Lago Ojibway
Il lago Ojibway fu un lago preistorico di vaste dimensioni in quello che oggi è l'Ontario settentrionale e il Quebec. Ojibway è stato l'ultimo dei grandi laghi proglaciali dell'ultima era glaciale. Di dimensioni paragonabili al lago Agassiz (al quale era probabilmente collegato), e situato a nord dei Grandi Laghi, il lago Ojibway raggiunse la sua massima estensione circa 8500 anni BP. L'ex letto del lago forma la cintura di argilla, un'area di terra molto fertile in Canada.
I laghi glaciali Barlow e Ojibway sarebbero stati gli ultimi di una serie continua di laghi che seguivano la risalita verso nord del margine glaciale della calotta Laurentide durante l'ultima deglaciazione. La formazione di una serie di emissari situati in corrispondenza delle rotture di pendio lungo l'asse fluviale formato dalle valli dei fiumi Ottawa, Kinojevis e Quinze controllava la fluttuazione del livello dell'acqua. L'evento che ha portato alla separazione dei laghi Barlow e Ojibway ha determinato la rottura di pendio più significativa dell'intero asse fluviale. Le acque del lago Barlow rimasero così confinate nel bacino del Témiscaming e diedero origine a un altro lago indipendente, il lago Ojibway.
Il lago Ojibway ebbe vita relativamente breve. Si prosciugò in modo catastrofico circa 8 200 anni fa, deversandosi nel mare di Tyrrell (la baia di Hudson nell'età glaciale) e, in seguito, nel Nord Atlantico. Il lago si svuotò assieme al lago Agassiz, con il quale era probabilmente collegato fra gli anni 9 160 e 8 480 BP. Il fenomeno di rimbalzo isostatico delle regioni che si trovavano a sud della calotta glaciale laurentide creò un lungo lago lineare che andava dal confine tra Saskatchewan e Manitoba fino al Quebec. Questo lungo lago è poi defluito attraverso lo sbocco orientale del fiume Kinojevis, nella valle del fiume Ottawa. 
Il deversamento del lago Ojibway è una possibile causa dell'evento climatico di 8,2 ka BP, un importante raffreddamento globale del VII millennio a.C. L'apporto massiccio di acqua di disgelo potrebbe aver influenzato la circolazione termoalina del Nord Atlantico, riducendo il trasporto di calore verso nord e causando un significativo raffreddamento dell'oceano e del clima delle regioni dell'emisfero boreale. Una seconda conseguenza dello svuotamento dei laghi Ojibway e Agassiz nell'Atlantico è un innalzamento del livello del mare tra 0,5 e 4 m. Sulla base dei dati relativi al delta del Mississippi, la fine dello svuotamento dei laghi Agassiz e Ojibway è avvenuta tra 8,31 e 8,18 ka BP.
L'evoluzione del lago Ojibway è stata caratterizzata da almeno tre fasi principali: la fase Angliers, in cui il livello del lago si trovava a 260 m, e altre due fasi in cui si elevava a 275 m e  300 m, associate all'emissario Kinojevis. Alcuni studi geomorfologici e stratigrafici del lago Abitibi e della regione di La Sarre nella contea di Abitibi hanno dimostrato che il lago Ojibway ha subito diversi mutamenti di configurazione verso la fine della sua esistenza. Episodi di drenaggio minori avrebbero preceduto lo svuotamento finale del lago Agassiz-Ojibway. Ciò è testimoniato dalla presenza di terrazze di erosione lacustre rinvenute nell'argilla. Un quarto livello, limitato al territorio intorno all'attuale lago Abitibi e che presenta le quote più basse, sembra testimoniare di una fase precedente alla formazione del lago Abitibi. La raccolta di ostracodi in un bacino di drenaggio del lago ha permesso di datare al carbonio-14 il livello stratigrafico corrispondente. Dopo la correzione, l'età dei sedimenti glaciolacustri e glaciomarini presso lo sbocco del bacino di drenaggio nella Baia di James è stata stimata tra 7 679 e 7 696 anni BP.